# Steinsdorf (Schönbrunn im Steigerwald)

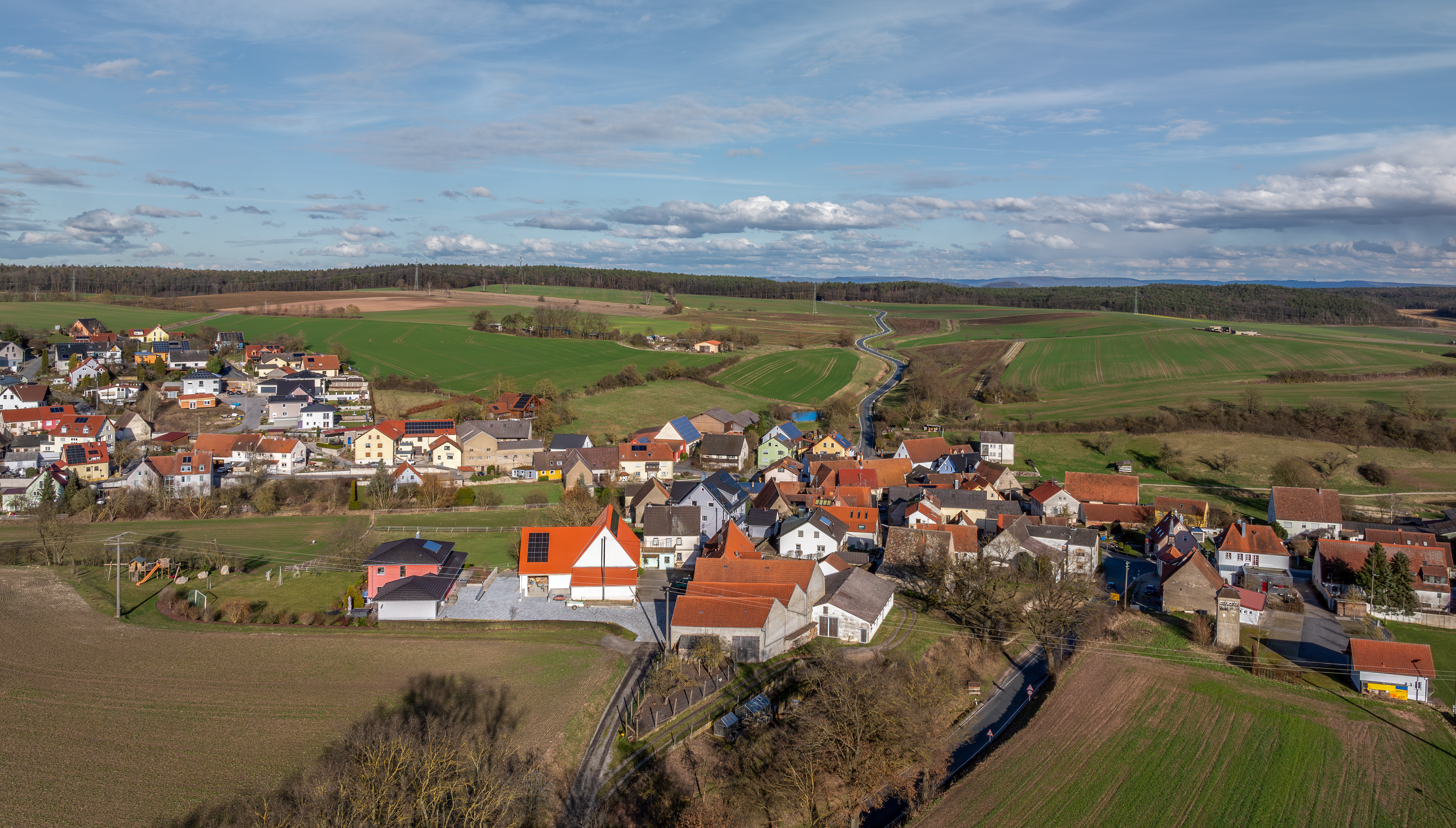
Blick auf Steinsdorf (Schönbrunn im Steigerwald)

Steinsdorf ist ein Gemeindeteil von Schönbrunn im Steigerwald im Landkreis Bamberg (Oberfranken, Bayern).

## Geografie
Das Dorf liegt im Steigerwald, etwa zwei Kilometer östlich von Schönbrunn. Das Diedenbachl, ein Nebengewässer der Rauhen Ebrach, durchfließt den Ort. Der nächste größere Ort ist das fünf Kilometer südlich gelegene Burgebrach. Die Staatsstraße 2279 und die nach Burgebrach führende Staatsstraße 2262 kreuzen sich im Ort.

## Ortsbild
Die prägenden Gebäude (Gasthaus Krug, Milchhäuschen) findet man zwischenzeitlich nicht mehr im Ort. Das Gasthaus wurde Anfang der 2000er Jahre abgerissen, und das Milchhäuschen musste im Rahmen der Dorferneuerungsmaßnahme einer Brunnenanlage weichen.
Das Dorf ist sehr ländlich geprägt.
Im Rahmen einer Rekultivierungsmaßnahme des Dietenbachls (im Ort auch Dietenbächlein genannt) wurden zwei größere Regenrückhaltebecken errichtet und ein Weg wurde angelegt.
Neben zahlreichen Handwerksbetrieben befindet sich das unter Renault-Fahrern bekannte Autohaus Dotterweich im Ort, das bis Anfang der 2000er-Jahre zahlreiche Renault-Treffen veranstaltete.

## Geschichte
Am 1. Mai 1978 wurde die Gemeinde Steinsdorf im Zuge der Gebietsreform in Bayern in die Gemeinde Schönbrunn im Steigerwald eingegliedert.

## Baudenkmäler
Die katholische Kapelle des Ortes mit aufgesetztem Dachreiter wurde um 1900 errichtet. Sie ist das einzige Baudenkmal im Dorf.

## Vereine
Es gibt im Dorf folgende Vereine:
- Freiwillige Feuerwehr
- Kerwasburschen und -madle
- Sportverein DJK
- Stammtisch der lustigen Schlucker

Außerdem hat der Renault-Club Bamberg hier seinen Sitz.